# 서대전 나들목
서대전 나들목(West Daejeon IC)은 대전광역시 서구 관저동에 설치된 대전남부순환고속도로의 2번 교차로이다. 나들목 진출입로는 유성구 원내동과 접하고 있다. 원래는 지금의 서대전 분기점 위치에 설치되어 있었고, 호남고속도로의 나들목이었으나, 대전남부순환고속도로가 개통되면서 이 나들목의 위치가 지금의 위치로 이설되어 대전남부순환고속도로의 나들목으로 변경되었고, 기존 나들목은 서대전 분기점으로 변경되었다. 국도 제4호선을 통해 대전 시내 (서구, 유성구 일대)로 진출할 수 있다.

## 연혁
- 1970년 12월 30일 : 호남고속도로 대전 ~ 전주 구간 개통과 함께 통행 개시[1]
- 1998년 11월 20일 : 원내 나들목 입체화 공사로 인해 대전광역시 유성구 원내동 ~ 중구 구완동 10.34km 구간 도로구역 변경[2]
- 2000년 12월 22일 : 대전남부순환고속도로 개통으로 현 위치로 이전,[3] 기존 서대전 나들목은 서대전 분기점으로 변경.

## 구조물 정보
- 위치: 대전광역시 서구 관저2동
- 영업소: 대전광역시 서구 대전남부순환고속도로 2 (관저동)

## 접속하는 도로
- 국도 제4호선 (계백로)

## 교통량 정보
| 요금소          | 통행량 (대/일) | 통행량 (대/일) | 통행량 (대/일) | 통행량 (대/일) | 통행량 (대/일) | 통행량 (대/일) | 통행량 (대/일) | 통행량 (대/일) | 통행량 (대/일) | 통행량 (대/일) | 각주  |
| 요금소          | 2001년         | 2002년         | 2003년         | 2004년         | 2005년         | 2006년         | 2007년         | 2008년         | 2009년         | 2010년         | 각주  |
| --------------- | -------------- | -------------- | -------------- | -------------- | -------------- | -------------- | -------------- | -------------- | -------------- | -------------- | ----- |
| 서대전 (폐쇄식) | 8,632          | 9,508          | 10,146         | 9,823          | 9,748          | 9,829          | 9,903          | 9,230          | 9,746          | 10,369         | [ 4 ] |
| 요금소          | 2011년         | 2012년         | 2013년         | 2014년         | 2015년         | 2016년         | 2017년         | 2018년         | 2019년         |                | [ 4 ] |
| 서대전 (폐쇄식) | 10,777         | 10,956         | 11,704         | 12,601         | 13,838         | 15,113         | 16,026         | 16,689         | 17,272         |                | [ 4 ] |